# Andréi Chesnokov
Andréi Eduárdovich Chesnokov Андре́й Эдуа́рдович Чесноко́в (2 de febrero de 1966), jugador de tenis ruso nacido en Moscú.
Su mejor clasificación en individuales según la ATP fue noveno mundial en 1991. En este año ganó un torneo de la Serie Masters en Canadá. Otro de sus grandes éxitos, también en la Masters Series, fue en Montecarlo en 1990.
A lo largo de su carrera deportiva ganó 7 títulos jugando individuales.

## Victorias individuales (7)
| Legend                 |
| Grand Slam (0)         |
| Tennis Masters Cup (0) |
| ATP Masters Series (2) |
| ATP Tour (5)           |

| No. | Date                  | Tournament             | Surface | Opponent in the final | Score         |
| 1.  | 25 de mayo de 1987    | Florencia, Italia      | Tierra  | Alessandro de Minicis | 6–1, 6–3      |
| 2.  | 14 de marzo de 1988   | Orlando, Florida, U.S. | Dura    | Miloslav Mečíř        | 7–6, 6–1      |
| 3.  | 24 de abril de 1989   | Niza, Francia          | Tierra  | Jerome Potier         | 6–4, 6–4      |
| 4.  | 8 de mayo de 1989     | Munich, West Germany   | Tierra  | Martin Strelba        | 5–7, 7–6, 6–2 |
| 5.  | 30 abril, 1990        | Monte Carlo, Mónaco    | Tierra  | Thomas Muster         | 7–5, 6–3, 6–3 |
| 6.  | 15 de octubre de 1990 | Tel Aviv, Israel       | Dura    | Amos Mansdorf         | 6–4, 6–3      |
| 7.  | 29 julio, 1991        | Montreal, Canadá       | Dura    | Petr Korda            | 3–6, 6–4, 6–3 |

- - También se adjudicó el torneo de tenis de los Goodwill games en Moscú 1986.